# Pentium Pro
Pentium Pro är en x86-mikroprocessor utvecklad av Intel och som introducerades november 1995. Dess kärna (P6) låg till direkt grund för Pentium II och Pentium III och betydande likheter finns även med Pentium M, Core och Core 2, men med större omarbetningar, framför allt till den sistnämnda.
|                         | Pentium Pro                |                 |                 |                 |                          |                          |                        |              |              |              |              |
| Generell information    | Tillverkare                | Intel           | Intel           | Intel           | Intel                    | Intel                    | Intel                  | Intel        |              |              |              |
| Generell information    | Kodnamn                    | P6              | P6              | P6              | P6                       | P6                       | P6                     |              |              |              |              |
| Generell information    | Version                    | Pentium Pro 150 | Pentium Pro 166 | Pentium Pro 180 | Pentium Pro 200 (256 KB) | Pentium Pro 200 (512 KB) | Pentium Pro 200 (1 MB) |              |              |              |              |
| Generell information    | Introducerad               | nov 1995        | nov 1995        | nov 1995        | nov 1995                 | 1996                     | jan 1997               |              |              |              |              |
| Generell information    | Processorhastighet (MHz)   | 150             | 166             | 180             | 200                      | 200                      | 200                    |              |              |              |              |
| Fysiska specifikationer | Processteknologi           | Bipolär CMOS    | Bipolär CMOS    | Bipolär CMOS    | Bipolär CMOS             | Bipolär CMOS             | Bipolär CMOS           | Bipolär CMOS | Bipolär CMOS | Bipolär CMOS | Bipolär CMOS |
| Fysiska specifikationer | Kretstjocklek CPU/cache(μ) | 0,6/0,6         | 0,35/0,35       | 0,35/0,6        | 0,35/0,6                 | 0,35/0,35                | 0,35/?                 |              |              |              |              |
| Fysiska specifikationer | Storlek CPU/cache (mm²)    | 307/202         | 196/242         | 196/202         | 196/202                  | 196/242                  | 196/?                  |              |              |              |              |
| Fysiska specifikationer | Transistorer (miljoner)    | 5,5/15,5        | 5,5/31          | 5,5/15,5        | 5,5/15,5                 | 5,5/31                   | 5,5/?                  |              |              |              |              |
| Extern arkitektur       | Databuss (bitar)           | 64              | 64              | 64              | 64                       | 64                       | 64                     |              |              |              |              |
| Extern arkitektur       | Adressbuss (bitar)         | 36              | 36              | 36              | 36                       | 36                       | 36                     |              |              |              |              |
| Extern arkitektur       | Max adresserbart minne     | 64 GB           | 64 GB           | 64 GB           | 64 GB                    | 64 GB                    | 64 GB                  |              |              |              |              |